# Szöllősi Szabolcs
Szöllősi Szabolcs (Gyula, 1989. január 28. –) magyar válogatott kézilabdázó, beállós.

## Pályafutása

### Klubcsapatban
Szöllősi Szabolcs fiatal korában több sportággal, így a labdarúgással, és a vízilabdával is megismerkedett, végül nyolcadikos korában kezdett kézilabdázni.
Első egyesülete a Békéscsabai BDSK volt, majd felfigyelt tehetségére az MKB Veszprém.
Eleinte a bakonyiak ifjúsági csapatában játszott, majd a 2007-08-as idényben bemutatkozott az NB I-ben. 
A következő szezonban a több játéklehetőség miatt a Csurgói KK-hoz igazolt, ahol az évek során a mezőny legjobbjai közé fejlődött a posztján. 2012 decemberében Somogy megye Sportolója díjjal tüntették ki.
2015 nyarától három éven át a Tatabánya játékosa volt, majd Dabasra szerződött.

### A válogatottban
2011-ben hívták meg először a válogatottba, amellyel két Európa-bajnokságon és egy világbajnokságon vett részt. A 2013-as világbajnokságon hat mérkőzésen 21 lövésből mindössze kettőt hibázott el, ami 90 százalékos lövéshatékonyságot jelentett, és a magyar csapat egyik legeredményesebb játékosa volt a tornán.

## Magánélete
Párja Zácsik Szandra válogatott kézilabdázó, akivel 2014. június 21-én házasodott össze. Egy év múlva, 2015. március 25-én megszületett kislányuk, Hanna.Testvére Szöllősi Marcell jelenleg a Pick Szeged Utánpótlás játékosa.

## Külső hivatkozások
- Statisztikái a Worldhandball nevű oldalon[halott link]
- Profilja Csurgói KK hivatalos honlapján[halott link]